# 擬鯧鰺
擬鯧鰺（学名：Parona signata），為輻鰭魚綱鱸形目鱸亞目鰺科似鰺屬下的一個種，分布於西南大西洋區，從巴西南部至阿根廷南部海域，深度0-50公尺，體呈橢圓形且側扁，背部略微隆起，尾鰭叉形，背部鐵灰色，腹部銀白色，背鰭硬棘5-6枚、背鰭軟條33枚、臀鰭硬棘3枚、臀鰭軟條33-41枚，體長可達60公分，背鰭硬棘及臀鰭硬棘呈刀形，棲息在沿海底層水域，生活習性不明，可做為食用魚。